# Capsulospora frondicola
Capsulospora frondicola är en svampart som beskrevs av K.D. Hyde 1996. Capsulospora frondicola ingår i släktet Capsulospora, ordningen kolkärnsvampar, klassen Sordariomycetes, divisionen sporsäcksvampar och riket svampar.   Inga underarter finns listade i Catalogue of Life.